# Kyseliwka (obwód mikołajowski)
Kyseliwka (ukr. Киселівка) – wieś na Ukrainie, w obwodzie mikołajowskim, w rejonie mikołajowskim, w hromadzie Perwomajśke, nad rzeką Biłozerką. W 2001 roku liczyła 1256 mieszkańców.
Wieś została założona w XIX wieku przez osadników wysiedlonych z terenów dawnej Rzeczypospolitej po upadku powstania listopadowego, w tym również Polaków. W języku rosyjskim nosiła nazwę Kisielowka, lecz w początkach swojego istnienia zwano ją również Litowską lub Polacką. W 1859 roku Kisielowka została wymieniona jako wieś rządowa w ujeździe chersońskim, w guberni chersońskiej, z kaplicą katolicką, 90 domami i 389 mieszkańcami. Po wprowadzeniu dodatkowego podziału na wołości w związku z reformą uwłaszczeniową miejscowość została przyporządkowana do wołości Wawiłowo. W 1887 roku odnotowano już 737 mieszkańców. W 1894 roku we wsi mieszkało 829 osób w 160 domach, działały w niej również dwa sklepy. W 1916 roku miejscowość liczyła 1253 mieszkańców w 260 domach.
Osadnicy wybudowali we wsi rzymskokatolicką kaplicę pw. Niepokalanego Poczęcia Najświętszej Marii Panny. Świątynia przetrwała do XXI wieku, jednak podczas inwazji Rosji na Ukrainę została zniszczona przez wojska rosyjskie. Z relacji świadków wynika, że zniszczenie miało charakter celowy.